# ب‌ام‌و ۵
ب‌ام‌و ۵ (به انگلیسی: BMW V) یک موتور هواگرد ساختِ کارخانهٔ ب‌ام‌و در کشور آلمان است.